# مسجد سلطان العلماء (بندر لنگه)
 مسجد سلطان‌العلماء واقع در بخش مرکزی شهرستان بندر لنگه و از نقاط دیدنی استان هرمزگان در جنوب ایران است.
این مسجد که از آثار دوران زندیه در قرن سیزدهم هجری قمری است توسط علامه شیخ‌الاسلام عبدالرحمن خالدی مشهور به سلطان‌العلماء بنیانگذاری شده‌ است.
در ابتدا بخش جلویی مسجد به طول ۲۰ متر و عرض ۱۵ متر ساخته شد و بعدتر قسمت‌های به مسجد اضافه شده‌ است.
در اولین تعمیر و بازسازی مسجد توسط حاج محمد عقیل ملا احمد بستکی، شبستانی به طول ۳۰ متر به مسجد اضافه کرد و در توسعه دوم توسط شیخ احمد علوی چند حوضچهٔ برای وضوء و آب‌انبار (برکه) نیز به مسجد اضافه شده‌ است.
در سال ۱۴۰۵ هجری قمری مسجد به طور کامل توسط شیخ‌الاسلام محمدعلی خالدی تعمیر و بازسازی شد و مناره‌ای مجلل و منبر و محرابی جدید با تزیینات زیبا به مسجد افزوده شد.
ستون‌های مسجد با گچ‌بری‌هایی زیبا و برجسته تزیین شده‌است.